# João Batista da Silva
João Batista da Silva (8 de març de 1955) és un exfutbolista brasiler.

## Selecció del Brasil
Va formar part de l'equip brasiler a la Copa del Món de 1978.

## Clubs
- Internacional: 1975–1981
- Grêmio: 1982
- Palmeiras: 1983
- SS Lazio: 1983–1985
- Avellino: 1985
- Belenenses: 1985–1987
- Avaí: 1988–1989

## Palmarès
- Campionat gaúcho: 1975, 1976, 1978, 1981
- Campionat brasiler de futbol: 1975, 1976, 1979
- Campionat catarinense: 1988